# Diga di Montsalvens
La diga di Montsalvens è una diga ad arco situata in Svizzera, nel Canton Friburgo tra i comuni di Broc e Châtel-sur-Montsalvens.

## Descrizione
Inaugurata nel 1921, è la prima diga ad arco europea a curvatura sia orizzontale che verticale. Ha un'altezza di 55 metri e il coronamento è lungo 119 metri. Il volume della diga è di 26.000 metri cubi.
Il bacino creato dalla diga, lago di Montsalvens, ha un volume massimo di 12,6 milioni di metri cubi, una lunghezza di 2,7 km e un'altitudine massima di 800,8 m s.l.m. Lo sfioratore ha una capacità di 274 metri cubi al secondo.
Le acque del lago vengono sfruttate dall'azienda Entreprises Electriques Fribourgeoises.

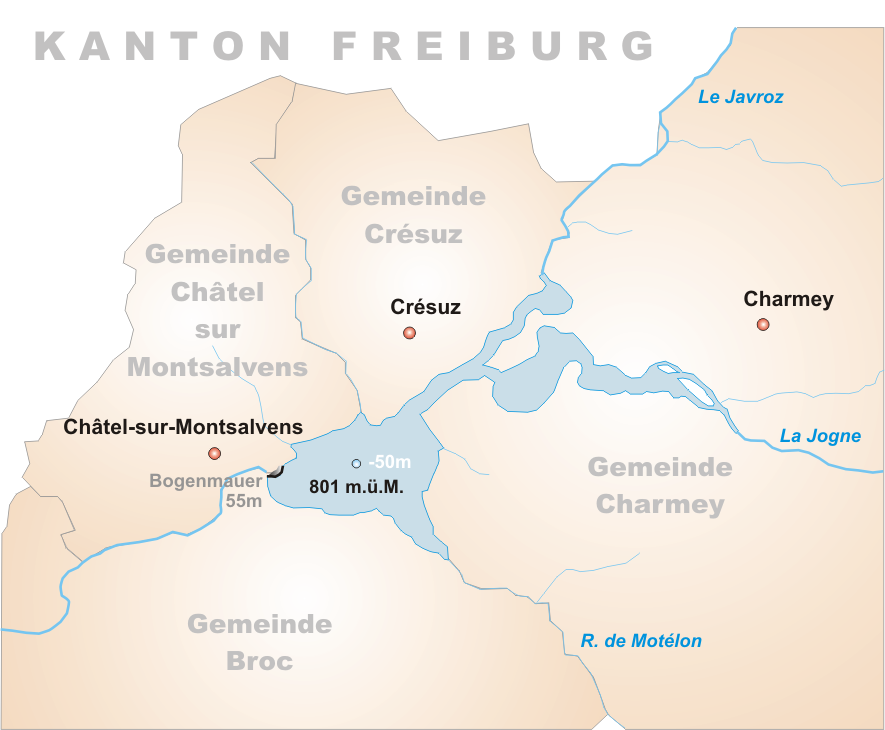
Mappa del lago